# 사이클링 히트
사이클링 히트는 야구에서 안타(싱글), 2루타(더블), 3루타(트리플), 홈런을 한 선수가 한 경기 내에 모두 쳐 냈을 때에 이루어진다. 만약 안타, 2루타, 3루타, 홈런 중 하나라도 없으면 성립되지 않으며, 순서와 관계없이 4가지의 안타만 모두 나오면 기록이 인정된다.
사이클링 히트는 한국과 일본에서 주로 사용하는 용어이며, 미국에서는 '히팅 포 더 사이클'(Hitting for the Cycle)라고 한다.

## KBO리그 사이클링 히트 기록
| 순서 | 선수명            | 날짜             | 소속팀 | 상대팀 | 구장 | 기타                                                                                                 |
| ---- | ----------------- | ---------------- | ------ | ------ | ---- | --- |
| 1    | 오대석            | 1982년 6월 12일  | 삼성   | 삼미   | 구덕 | 역대 최초 사이클링 히트, 삼성 라이온즈 창단 첫 사이클링 히트                                         |
| 2    | 이강돈            | 1987년 8월 27일  | 빙그레 | OB     | 잠실 | 빙그레 이글스 창단 첫 사이클링 히트                                                                  |
| 3    | 정구선            | 1987년 8월 31일  | 롯데   | 청보   | 인천 | 롯데 자이언츠 창단 첫 사이클링 히트, KBO 역사상 한 시즌에 사이클링 히트가 처음으로 두 번이 나온 시즌 |
| 4    | 강석천            | 1990년 8월 4일   | 빙그레 | 태평양 | 대전 | |
| 5    | 임형석            | 1992년 8월 23일  | OB     | 롯데   | 잠실 | 두산 베어스 창단 첫 사이클링 히트                                                                    |
| 6    | 서용빈            | 1994년 4월 16일  | LG     | 롯데   | 잠실 | LG 트윈스 창단 첫 사이클링 히트                                                                      |
| 7    | 김응국            | 1996년 4월 14일  | 롯데   | 한화   | 사직 | KBO 최초로 단타-2루타-3루타-홈런을 순서대로(내추럴 사이클링 히트) 기록                               |
| 8    | 양준혁            | 1996년 8월 23일  | 삼성   | 현대   | 대구 | |
| 9    | 매니 마르티네스   | 2001년 5월 26일  | 삼성   | 해태   | 대구 | 외국인 선수 첫 번째 사이클링 히트                                                                    |
| 10   | 전준호            | 2001년 7월 6일   | 현대   | 삼성   | 수원 | 현대 유니콘스 창단 첫 사이클링 히트                                                                  |
| 11   | 양준혁            | 2003년 4월 15일  | 삼성   | 현대   | 대구 | 개인 통산 2번째 사이클링 히트                                                                        |
| 12   | 신종길            | 2004년 9월 21일  | 한화   | 두산   | 대전 | 역대 최연소 사이클링 히트                                                                            |
| 13   | 안치용            | 2008년 6월 26일  | LG     | 삼성   | 대구 | |
| 14   | 이종욱            | 2009년 4월 11일  | 두산   | LG     | 잠실 | |
| 15   | 이병규            | 2013년 7월 5일   | LG     | 넥센   | 목동 | 역대 최고령 사이클링 히트                                                                            |
| 16   | 오재원            | 2014년 5월 23일  | 두산   | 한화   | 잠실 | |
| 17   | 에릭 테임즈       | 2015년 4월 9일   | NC     | KIA    | 광주 | NC 다이노스 창단 첫 사이클링 히트, 외국인 선수 두 번째 사이클링 히트                                 |
| 18   | 에릭 테임즈       | 2015년 8월 11일  | NC     | 넥센   | 목동 | 역대 최초 한 시즌 두 번째 사이클링 히트                                                              |
| 19   | 김주찬            | 2016년 4월 15일  | KIA    | 넥센   | 광주 | KIA 타이거즈 창단 첫 사이클링 히트                                                                   |
| 20   | 박건우            | 2016년 6월 16일  | 두산   | KIA    | 광주 | |
| 21   | 최형우            | 2016년 8월 18일  | 삼성   | KT     | 수원 | KBO 역사상 한 시즌에 사이클링 히트가 처음으로 세 번이 나온 시즌                                      |
| 22   | 서건창            | 2017년 4월 7일   | 넥센   | 두산   | 잠실 | 넥센 히어로즈 창단 첫 사이클링 히트                                                                  |
| 23   | 정진호 (1988년)   | 2017년 6월 7일   | 두산   | 삼성   | 잠실 | 역대 최소이닝(5회), 두산 베어스 창단 첫 사이클링 히트 5회 달성                                       |
| 24   | 로허르 베르나디나 | 2017년 8월 3일   | KIA    | KT     | 광주 | 외국인 선수 네 번째 사이클링 히트                                                                    |
| 25   | 멜 로하스 주니어  | 2018년 5월 29일  | KT     | 삼성   | 대구 | KT 위즈 창단 첫 사이클링 히트, 스위치히터 최초                                                       |
| 26   | 김혜성            | 2020년 5월 30일  | 키움   | KT     | 고척 | 최연소 역대 2위                                                                                      |
| 27   | 오윤석            | 2020년 10월 4일  | 롯데   | 한화   | 사직 | 역대 최소이닝(5회), 만루홈런을 포함 사이클링히트 달성                                                |
| 28   | 양의지            | 2021년 4월 29일  | NC     | 삼성   | 대구 | 포수 최초 사이클링히트 달성                                                                          |
| 29   | 이정후            | 2021년 10월 25일 | 키움   | 한화   | 대전 | |
| 30   | 강승호            | 2023년 9월 15일  | 두산   | KIA    | 광주 | KBO 최초로 홈런-3루타-2루타-단타의 역순서대로 (리버스 내추럴 사이클링 히트) 기록(유일무이)           |
| 31   | 김도영            | 2024년 7월 23일  | KIA    | NC     | 광주 | 최초로 최소타석 내추럴 사이클링 히트 달성                                                            |

- 양준혁과 에릭 테임즈가 두 번을 기록하고 있다. 외국인선수는 매니 마르티네스, 에릭 테임즈, 로저 버나디나, 멜 로하스 주니어가 있다.
- 에릭 테임즈는 KBO 리그 최초로 한 시즌 두 번 사이클링 히트를 달성하였다.
- SK 와이번스-SSG 랜더스에서는 유일하게 사이클링 히트가 나오지 않았으며, 단 한번도 허용하지 않았다.

## 한국 대학 야구 사이클링 히트 기록
| 순서        | 선수명 | 날짜            | 대회명                        | 소속팀           | 상대팀     | 구장           | 기타 | 출처  |
| ----------- | ------ | --------------- | ----------------------------- | ---------------- | ---------- | -------------- | ---- | ----- |
| 통산 10번째 | 고진선 | 1997년 5월 15일 | 제47회 전국종합야구선수권대회 | 건국대학교       | 동국대학교 | 동대문야구장   |      | [ 1 ] |
| 통산 19번째 | 장지현 | 2005년 6월 12일 | 제60회 전국대학야구선수권대회 | 단국대학교       | 한민대학교 | 남해스포츠파크 |      | [ 2 ] |
| 통산 20번째 | 박윤식 | 2006년 8월 24일 | 제61회 전국대학야구선수권대회 | 인하대학교       | 서울대학교 | 남해스포츠파크 |      | [ 3 ] |
| 통산 21번째 | 박새봄 | 2008년 7월 12일 | 2008 전국대학야구 하계리그    | 제주산업정보대학 | 호원대학교 | 목동야구장     |      | [ 4 ] |
| 통산 22번째 | 장진혁 | 2015년 4월 4일  | 2015 전국대학야구 춘계리그    | 단국대학교       | 계명대학교 | 신월야구장     |      | [ 5 ] |

## 한국 고교 야구 사이클링 히트 기록
| 순서       | 선수명 | 날짜            | 대회명                                   | 소속팀       | 상대팀       | 구장         | 기타 | 출처  |
| ---------- | ------ | --------------- | ---------------------------------------- | ------------ | ------------ | ------------ | ---- | ----- |
| 통산 5번째 | 박효준 | 2002년 8월 10일 | 제32회 봉황대기 전국고교야구대회         | 경남고등학교 | 춘천고등학교 | 동대문야구장 |      | [ 6 ] |
| 통산 6번째 | 박민수 | 2015년 5월 5일  | 2015년 전반기 대한민국 고교야구 주말리그 | 원주고등학교 | 성지고등학교 | 의암야구장   |      | [ 7 ] |

## 같이 보기
- 사이클링 홈런

## 참조
1. ↑  고진선,사이클링 히트
2. ↑  장지현, 사이클링 히트 - 연합뉴스
3. ↑  인하대 박윤식, 사이클링히트 기록 - 스포츠조선
4. ↑  대학야구서 2년 만에 사이클링히트···박새봄 - 뉴시스
5. ↑  단국대 장진혁, 대학리그 7년 만에 '사이클링 히트' 달성 - 스타뉴스
6. ↑  경남고 박효준, 사이클링히트 - 연합뉴스
7. ↑  원주고 박민수, 사이클링 히트 작성 - 스타뉴스